# Johann Daniel Karl Bickel
Johann Daniel Carl Bickel (* 26. Juni 1737 in Wiesbaden; † 1. Juli 1809 in Mosbach) war ein nassau-usingischer Schulreformer.

## Leben
Johann Daniel Carl Bickel wurde 1766 Kaplan, 1778 Hofprediger in Biebrich, 1788 Pfarrer in Mosbach, war ab 1792 Mitglied der Wiesbadener Waisanhausdeputation, Superintendent, Konsistorialrat und Auditeur in Mosbach. Er war als Superintendent die treibende Kraft für eine Schulreform. Bis 1815 lag die Aufsicht über die Schulen nicht beim Staat, sondern bei der Kirche. Es galt noch die Schulordnung von Fürstin Charlotte Amalie, Witwe Fürst Wilhelm Heinrichs, von 1730.
Man versuchte, die allgemeine Schulpflicht einzuführen. Die Mehrzahl der Kinder – über 80 % – lebte auf dem Land. Dort unterrichteten zunächst nur in wenigen Dörfern Pfarrer und Küster in deutscher Sprache. Der Unterricht in
den Küsterschulen fand in der Anfangsphase häufig nur einmal wöchentlich statt. Seltener, und nur dann, wenn es die örtlichen und wirtschaftlichen Gegebenheiten ermöglichten, wurde die ganze Woche über unterrichtet. Doch auch dann fand die Schule meist nur im Winter statt.
Er war Verfasser eines 1794 in allen Ämtern Nassau-Usingens eingeführten Spruchbuchs für Elementarschulen. Er war entscheidend bei der Besetzung der Lehrerstellen beteiligt und kümmerte sich um die Besoldung. Er war mit Johann Samuel Diterich befreundet und gab im Jahr 1779 das Nassau-Usingischen Gesangbuch heraus, dem er zwei Lieder beigesteuert hatte.

## Werke
- O Jesu, Herr der Herrlichkeit, du König deiner Christenheit, du Hirte deiner Herde, du siehst auf die erlöste Welt, regierst sie, wie es dir gefällt, sorgst, daß sie selig werde.
- Gott, der du Herzenskenner bist.